# Cimetière d'Asnières-sur-Oise
Le cimetière d'Asnières-sur-Oise est le cimetière municipal de la commune d'Asnières-sur-Oise dans le Val-d'Oise à 31 km au nord de Paris.

## Histoire et description
Asnières, situé près de l'abbaye de Royaumont, était autrefois un village rural d'environ un millier d'habitants; c'est aujourd'hui une commune encore tranquille, mais dont la population a triplé depuis les années 1980 à cause de sa proximité avec la capitale. Elle est de près de trois mille habitants en 2018. Son petit cimetière rectangulaire possède encore des tombes témoignant du passé rural du village et quelques tombes de notables avec une statuaire comme La Pleureuse de la sépulture Chamard-Lesobre, ou le buste de la tombe Delchet par Charles Caunois. Plusieurs tombes font mémoire de soldats morts à l'abbaye de Royaumont qui était un hôpital militaire pendant la guerre de 1914-1918. Le petit monument au morts de la guerre de 1914-1918 est une stèle de marbre très simple. Il existe deux tombes de soldats britanniques morts en 1944.
Une rénovation des tombes présentant un intérêt patrimonial a été entreprise par la commune en 2012. On remarque une grande chapelle dotée d'un clocheton et des chapelles familiales (Conegliano, Derolland-Delacoste, Lebas...), ainsi que la sépulture collective des Sœurs de la congrégation de Jésus-Rédempteur.

## Personnalités inhumées
- Amédée Alby (1862-1942), ingénieur des ponts-et-chaussées à l'origine du pont Mirabeau et du pont Alexandre-III
- Arthur Baignères (1834-1913), journaliste et critique d'art (stèle à l'antique en terre cuite)
- Comte Francis-Armand-Édouard Lefebvre de Béhaine (1860-1930), chef de bataillon
- Chapelle Derolland-Delacoste des industriels du jouet (chapelle et devant la chapelle stèle familiale ornée d'un buste)
- Hélène Duchesne de Gillevoisin née Jeannot de Moncey, fille du maréchal de Moncey (1807-1852) et son époux Alphonse-Auguste Duchesne de Gillevoisin (1791-1878)  qui eut le droit de relever le titre de duc de Conegliano de son beau-père; et leurs descendants dont Adrien Duchesne de Gillevoisin, 3e duc de Conegliano (1825-1901), fils des précédents, qui fut chambellan de Napoléon III et de 1857 à 1869, député du Doubs; Antoine de Gramont-Lesparre Moncey de Conegliano (1889-1971), petit-fils du précédent, député de la Sarthe des républicains de Gauche de 1928 à 1932.
- Famille Gardin, industriels locaux, propriétaires du manoir du Vert-Galant à Asnières
- Jean Joseph Guy Henri de Bourguet, marquis de Travanet, qui fut dénoncé et incarcéré à la prison Saint-Lazare avec son frère, en 1793. mort en vendémiaire an IV, et Pierre-Nicolas-Joseph de Bourguet de Travanet (1753-1812),député du Tarn, industriels du coton à l'abbaye de Royaumont transformée en manufacture de coton[2].

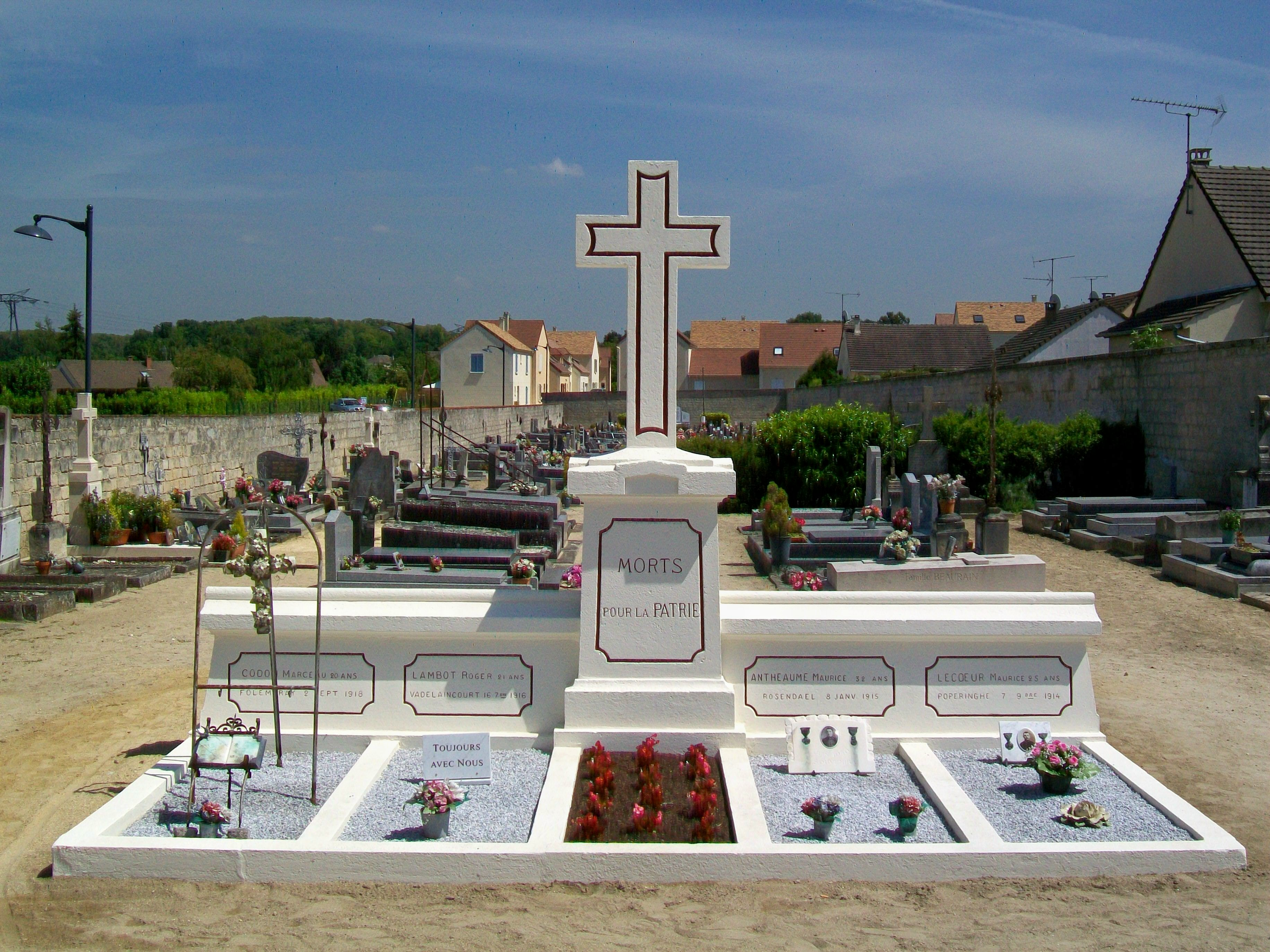
Monument aux morts.
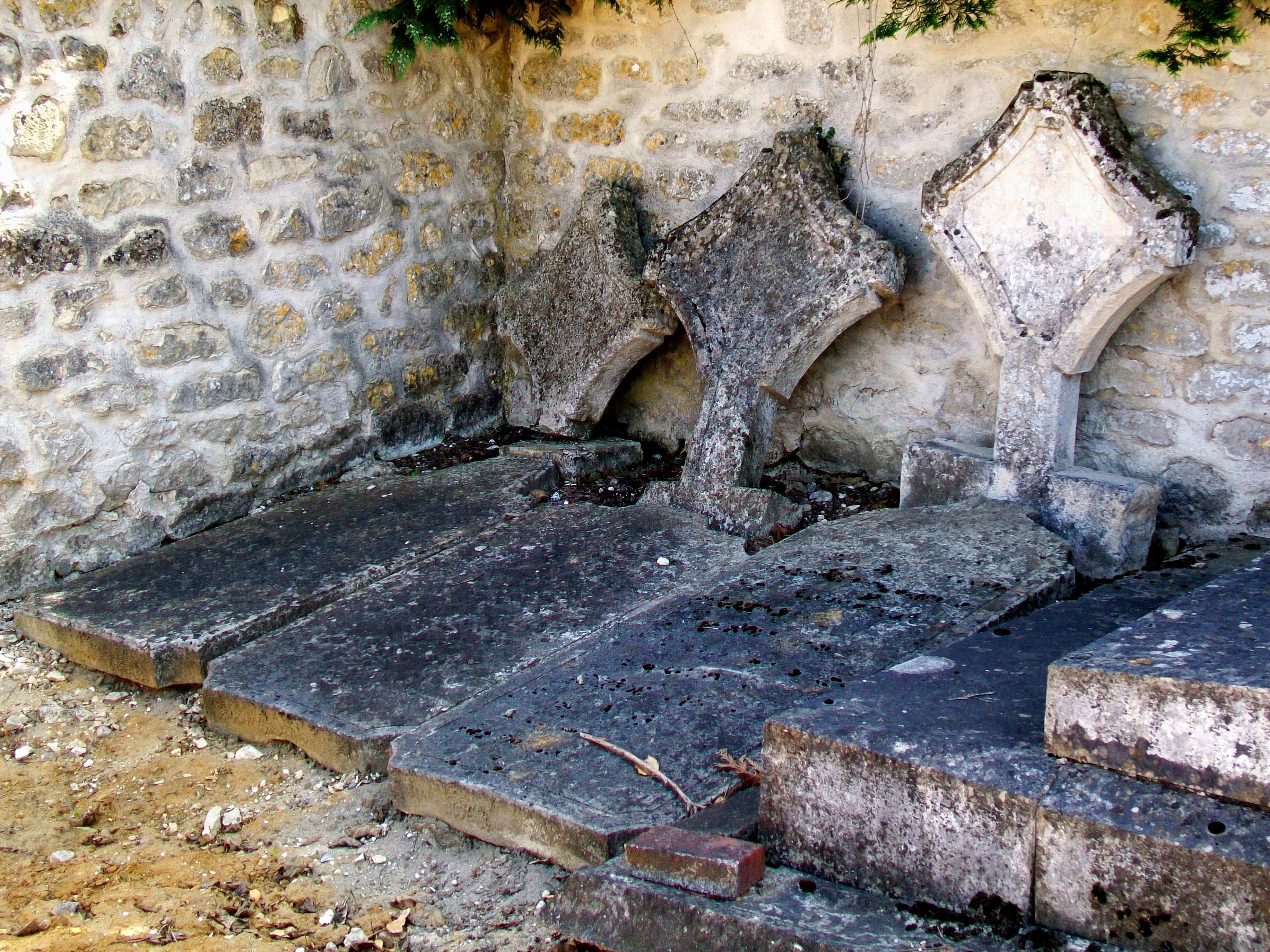
Sépultures des Travanet avant restauration
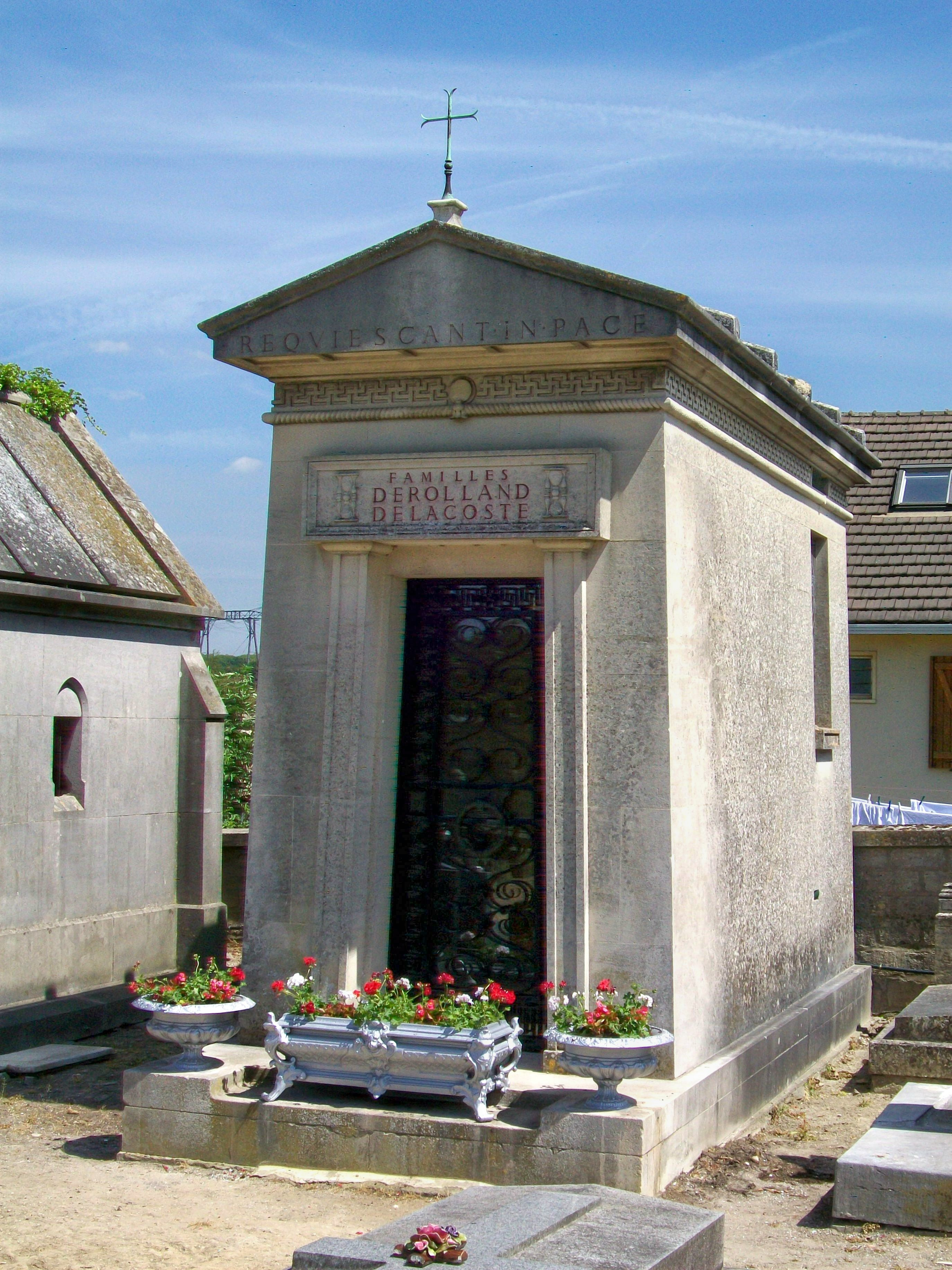
Chapelle Derolland-Delacoste
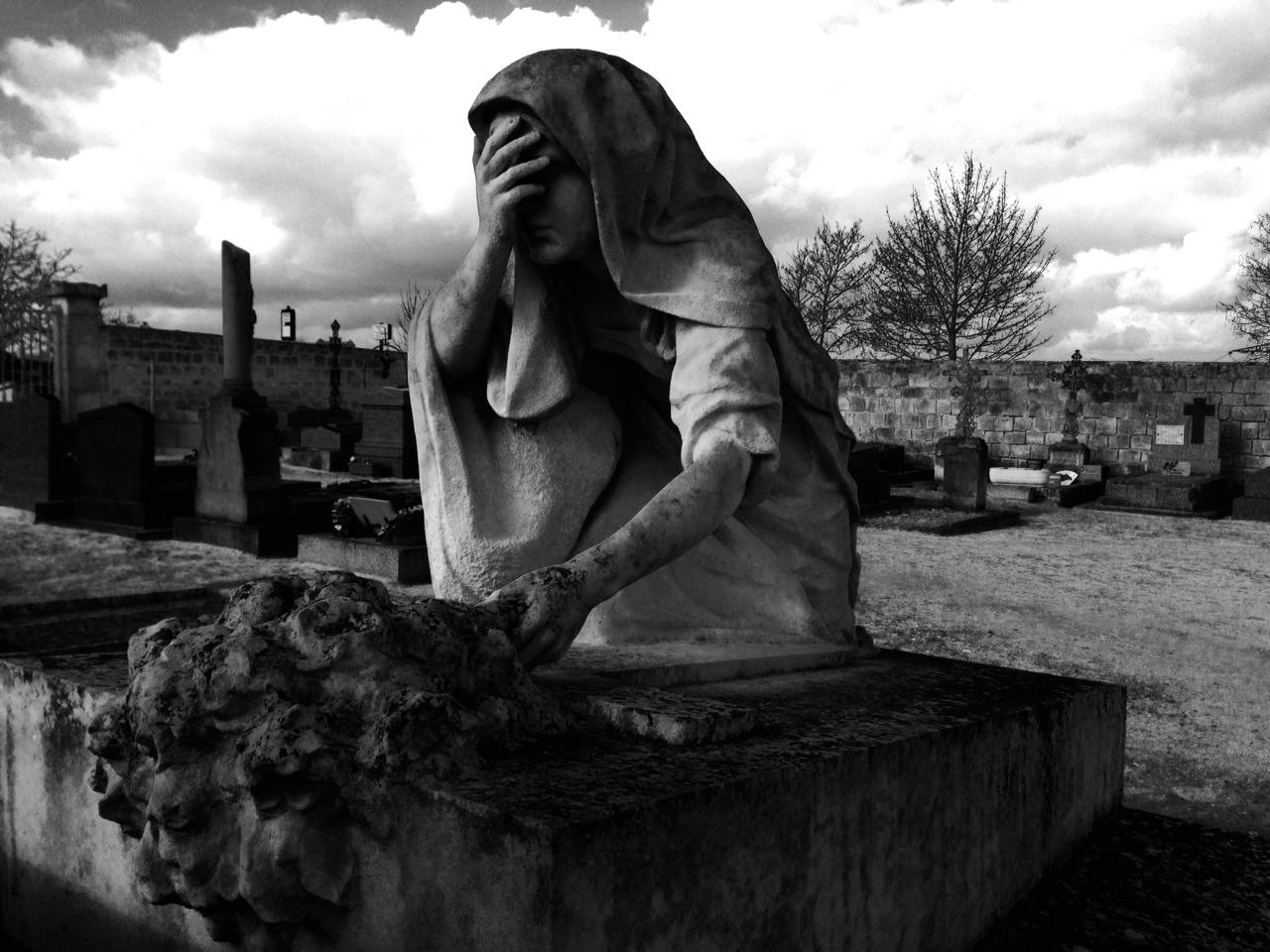
Pleureuse sur la tombe Chamard-Lesobre